# Bestia z ławki obok
Bestia z ławki obok (jap. となりの怪物くん Tonari no kaibutsu-kun) – manga autorstwa Robico. Była publikowana na łamach magazynu „Dessert” wydawnictwa Kōdansha od sierpnia 2008 do czerwca 2013, a opublikowane rozdziały zostały zebrane w 13 tankōbonach. W Polsce manga ukazała się nakładem wydawnictwa Studio JG i wydawana była od listopada 2015 do października 2018.
Na podstawie mangi powstała adaptacja anime, która była emitowana od października do grudnia 2012. Za produkcję odpowiedzialne było studio Brain’s Base.
W oparciu o mangę powstał też film pełnometrażowy live action w reżyserii Shō Tsukikawy, wyprodukowany przez wytwórnię Tōhō, natomiast jego premiera miała miejsce w kwietniu 2018.

## Fabuła
Fabuła mangi skupia się na związku między Shizuku Mizutani, którą interesuje wyłącznie nauka i jej plany na przyszłość, i Haru Yoshida, który siedzi obok Shizuku w klasie, ale rzadko chodzi do szkoły. Pewnego dnia dostaje polecenie, aby dostarczyć materiały do domu Yoshidzie, który natychmiast wita ją jak przyjaciółkę. Shizuku jest znana jako osoba pozbawiona emocji i o chłodnym charakterze. Jednak gdy poznała Haru, dotknął ją jego brak wiedzy na temat ludzkich relacji. Mimo że Haru to postrach całej szkoły i okolic, a historie krążące na jego temat nadawałyby się na scenariusz horroru, to w rzeczywistości jest naprawdę miły i delikatny. Haru natychmiast deklaruje swoją miłość Shizuku, ale znacznie dłużej zajmuje dziewczynie uświadomienie i zaakceptowanie własnych uczuć wobec Haru.

## Bohaterowie
- Shizuku Mizutani (jap. 水谷雫 Mizutani Shizuku)

Seiyū: Mariya Ise (CD drama), Haruka Tomatsu (anime) 
- Haru Yoshida (jap. 吉田春 Yoshida Haru)

Seiyū: Ken’ichi Suzumura (CD drama), Tatsuhisa Suzuki (anime) 
- Asako Natsume (jap. 夏目あさ子 Natsume Asako)

Seiyū: Yuiko Tatsumi (CD drama), Atsumi Tanezaki (anime) 
- Sōhei Sasahara (jap. 佐々原宗平 Sasahara Sōhei)

Seiyū: Nobuhiko Okamoto (CD drama), Ryōta Ōsaka (anime) 
- Kenji Yamaguchi (jap. 山口賢二 Yamaguchi Kenji)

Seiyū: Daisuke Namikawa (CD drama), Takuma Terashima (anime) 
- Chizuru Ōshima (jap. 大島 千づる Ōshima Chizuru)

Seiyū: Saori Hayami (CD drama CD), Kana Hanazawa (anime) 
- Yū Miyama (jap. 宮間 ユウ Miyama Yū)

Seiyū: Kana Asumi (CD drama CD), Sayuri Yahagi (anime) 
- Yūzan Yoshida (jap. 吉田 優山 Yoshida Yūzan)

Seiyū: Yūki Kaji (CD drama), Yūichi Nakamura (anime) 
- Mitsuyoshi Misawa (jap. 三沢満善 Misawa Mitsuyoshi)

Seiyū: Daisuke Ono (CD drama), Tomoyuki Higuchi (anime) 
- Iyo Yamaguchi (jap. 山口伊代 Yamaguchi Iyo)

Seiyū: Yū Kobayashi (CD drama) 
- Takashi Mizutani (jap. 水谷隆司 Mizutani Takashi)

Seiyū: Takehito Koyasu 
- Takaya Mizutani (jap. 水谷隆也 Mizutani Takaya)

Seiyū: Ayumu Murase 
- Yoshino Mizutani (jap. 水谷吉野 Mizutani Yoshino)

## Manga
Manga autorstwa Robico ukazywała się w magazynie „Dessert” wydawnictwa Kōdansha od 23 sierpnia 2008 do 24 czerwca 2013. Opublikowane rozdziały zostały zebrane w 13 tankōbonach, wydawanych od 13 stycznia 2009 do 10 stycznia 2014.
Limitowane edycje tomu 7 i 9 zostały wydane razem z CD dramą, natomiast limitowana edycja tomu 12 została wydana razem z odcinkiem OVA na DVD.
W Polsce manga ukazała się nakładem wydawnictwa Studio JG i wydawana była od 9 listopada 2015 do 31 października 2018.
| Nr | Język japoński                                                           | Język japoński         | Język polski         | Język polski           |
| Nr | Data wydania                                                             | ISBN                   | Data wydania         | ISBN                   |
| -- | ------------------------------------------------------------------------ | ---------------------- | -------------------- | ---------------------- |
| 1  | 13 stycznia 2009                                                         | ISBN 978-4-06-365540-7 | 9 listopada 2015     | ISBN 978-83-80010-94-9 |
| 2  | 12 czerwca 2009                                                          | ISBN 978-4-06-365555-1 | 25 stycznia 2016     | ISBN 978-83-80011-06-9 |
| 3  | 13 października 2009                                                     | ISBN 978-4-06-365575-9 | 24 kwietnia 2016     | ISBN 978-83-80011-32-8 |
| 4  | 12 lutego 2010                                                           | ISBN 978-4-06-365590-2 | 7 lipca 2016         | ISBN 978-83-80011-38-0 |
| 5  | 13 lipca 2010                                                            | ISBN 978-4-06-365613-8 | 28 września 2016     | ISBN 978-83-80011-56-4 |
| 6  | 13 grudnia 2010                                                          | ISBN 978-4-06-365632-9 | 12 grudnia 2016      | ISBN 978-83-80011-68-7 |
| 7  | 13 maja 2011                                                             | ISBN 978-4-06-365650-3 | 24 lutego 2017       | ISBN 978-83-80011-90-8 |
| 8  | 13 października 2011                                                     | ISBN 978-4-06-365668-8 | 28 czerwca 2017      | ISBN 978-83-80012-07-3 |
| 9  | 13 marca 2012                                                            | ISBN 978-4-06-365685-5 | 19 października 2017 | ISBN 978-83-80012-47-9 |
| 10 | 10 sierpnia 2012                                                         | ISBN 978-4-06-365701-2 | 8 lutego 2018        | ISBN 978-83-80012-74-5 |
| 11 | 11 stycznia 2013                                                         | ISBN 978-4-06-365717-3 | 6 czerwca 2018       | ISBN 978-83-80013-03-2 |
| 12 | 10 sierpnia 2013 (edycja limitowana) 12 sierpnia 2013 (edycja regularna) | ISBN 978-4-06-365739-5 | 20 sierpnia 2018     | ISBN 978-83-80013-39-1 |
| 13 | 10 stycznia 2014                                                         | ISBN 978-4-06-365755-5 | 31 października 2018 | ISBN 978-83-80013-63-6 |

## Anime
Powstanie telewizyjnego serialu anime w oparciu o mangę ogłoszono w lipcowym numerze magazynu „Dessert” w 2012 roku. Seria została wyprodukowana przez studio Brain’s Base. Za reżyserię odpowiadał Hiro Kaburaki, a za scenariusz Noboru Takagi. Anime było emitowane między 2 października a 25 grudnia 2012. Motywem otwierającym jest „Q&A Recital!” (jap. Q&Aリサイタル！) autorstwa Haruki Tomatsu, końcowym zaś „White Wishes” w wykonaniu grupy 9nine. Ponadto powstał też odcinek OVA o nazwie Tonari no kaibatsu-kun: Tonari no gokudō-kun (jap. となりの怪物くん: となりの極道くん), którego premiera miała miejsce 10 sierpnia 2013 i dołączany był do edycji limitowanej 12 tomu mangi. 

### Lista odcinków
| №   | Tytuł                                                | Premiera             |
| --- | ---------------------------------------------------- | -------------------- |
| 1   | Tonari no Yoshida-kun (となりの吉田くん)             | 2 października 2012  |
| 2   | Hen (変)                                             | 9 października 2012  |
| 3   | Yakkai (やっかい)                                    | 16 października 2012 |
| 4   | Natsu bureiku (夏ブレイク)                           | 23 października 2012 |
| 5   | Yoshida-kun chi no jijō (吉田くんちの事情)           | 30 października 2012 |
| 6   | Kanojo-tachi no yūutsu na hibi (彼女達の憂鬱な日々)  | 6 listopada 2012     |
| 7   | Futari no kyori (２人の距離)                         | 13 listopada 2012    |
| 8   | Oidemase! Shōyōsai (おいでませ！松楊祭)              | 20 listopada 2012    |
| 9   | Zero to ichi (０と１)                                | 27 listopada 2012    |
| 10  | Kurisumasu (クリスマス)                              | 4 grudnia 2012       |
| 11  | Yamaguchi-sanchi no Kenji-kun (山口さんちの賢二くん) | 11 grudnia 2012      |
| 12  | Toshi wa kure yuku (年は暮れゆく)                    | 18 grudnia 2012      |
| 13  | Haru tōkaraji (春遠からじ)                           | 25 grudnia 2012      |
| OVA | Tonari no gokudō-kun (となりの極道くん)              | 12 sierpnia 2013     |

## Film live action
Adaptacja w formie filmu live action została zapowiedziana 15 maja 2017. Film został wyprodukowany przez wytwórnię Tōhō, a za reżyserię na podstawie scenariusza Arisy Kaneko odpowiadał Shō Tsukikawa. Premiera odbyła się 27 kwietnia 2018. W rolach głównych wystąpili Masaki Suda jako Haru i Tao Tsuchiya jako Shizuku.